# Евдокимов, Иван Александрович
Иван Александрович Евдокимов (13 сентября 1931 — 29 октября 2011) — передовик советской строительной отрасли, бригадир монтажников строительно-монтажного управления № 2 треста «Мособлстрой» № 2, Московской области, Герой Социалистического Труда (1966).

## Биография
Родился 13 сентября 1931 года в одной из деревень Поныровского района Центрально-Чернозёмной области, ныне Курская область в русской семье. В марте 1949 года по организационному набору приехал в город Клин Московской области. Трудоустроился на стройку разнорабочим. После завершения обучения в школе фабрично-заводского ученичества стал работать каменщиком в бригаде Д. Н. Молчанова. Первый построенный дом - на углу улицы Ленина, напротив городских часов в городе Клин. В 1950-х годах участвовал в строительстве нового микрорайона на Тихой улице, затем прошёл дополнительное обучение и стал монтажником.
Позже стал возглавлять бригаду монтажников строительно-монтажного управления № 2 треста «Мособлстрой» № 2, которые возводила производственные корпуса комбината искусственного волокна и завода "Лаборприбор". Эта же бригада смонтировала в городе первый панельный дом и успешно освоила и внедрила поточный метод крупнопанельного строительства. Только в одном Клину бригада Евдокимова построила более ста зданий различной направленности: новые цеха комбикормового и стекольного заводов, множество бытовых корпусов, жилых домов, концертный зал имени Чайковского и жилые дома в Солнечногорске.
За выдающиеся успехи, достигнутые в выполнении заданий семилетнего плана по капитальному строительству закрытым Указом Президиума Верховного Совета СССР от 11 августа 1966 года Ивану Александровичу Евдокимову было присвоено звание Героя Социалистического Труда с вручением ордена Ленина и золотой медали «Серп и Молот».
В дальнейшем продолжал трудовую деятельность. Окончил вечернее отделение строительного техникума. Работал мастером в СМУ-2 треста «Мособлстрой» № 2. Вышел на пенсию в 2003 году.
Проживал в Клину Московской области. Трагически погиб 29 октября 2011 года.

## Награды
За трудовые успехи удостоен:
- золотая звезда «Серп и Молот» (11.08.1966),
- орден Ленина (11.08.1966),
- другие медали.